# European School of Management and Technology
ESMT Berlin (Escuela Europea de Administración y Tecnología) es una escuela de negocios en Berlín, Alemania.
ESMT Berlin fue fundada oficialmente en octubre de 2002 gracias a la iniciativa de 25 empresas e instituciones de Alemania. Situada en Berlín, es una escuela privada e internacional de negocios de carácter europeo.
ESMT Berlin ofrece un programa MBA de tiempo completo (desde 2006), un programa de EMBA para ejecutivos (desde 2007), un Master's in Management (desde 2014) así como educación para ejecutivos (desde 2003).
La escuela también se caracteriza por tener un área de consultoría orientada a la investigación especializada en el análisis económico de casos de competencia y regulación.
Los resultados de la investigación de los docentes de ESMT Berlin son publicados en los principales periódicos académicos internacionales y ofrecen a la comunidad empresarial y a los estudiantes ideas de vanguardia presentadas por medio de publicaciones y casos.
Los docentes de ESMT Berlin provienen de una amplia variedad de naciones y cuentan con variados perfiles académicos y profesionales. 

## Programas

### MBA
El MBA a tiempo completo de ESMT Berlin es un programa de un año que comienza en enero de cada año. La promoción de 2016 cuenta con 66 alumnos de 40 países diferentes. De los cuales ESMT Berlin ofrece varias becas de excelencia.
El MBA de tiempo completo con duración de un año consiste de dos fases. Durante los primeros siete meses los estudios se concentran en desarrollar las capacidades gerenciales, mientras que en los cinco meses siguientes se desarrollan las capacidades de liderazgo. Las clases son impartidas exclusivamente en inglés. Las compañías asociadas se encuentras activamente involucradas en el intercambio de know-how (“saber hacer”) o conocimientos técnicos y la realización de proyectos reales que enriquecen el programa de MBA. Además de un mentor académico, cada estudiante cuenta con un mentor de alguna compañía que apoya el desarrollo personal del estudiante. Los gastos de matrícula del programa son de 38.000 euros.

### MBA Ejecutivo (EMBA)
El MBA ejecutivo de ESMT Berlin es un programa a tiempo parcial que comenzó en otoño de 2007, tiene una duración de 18 meses y los estudiantes reciben el título de Máster en Administración de Empresas (MBA). Las clases son impartidas en inglés. El máster se centra en administración y tecnología empresarial internacional e innovación y se compone de módulos presenciales además de tareas en línea. Durante todo el programa los participantes se reúnen en alguna de las instalaciones de ESMT Berlin, así como también en otros lugares. El programa también incluye un seminario de campo internacional.

### Master's in Management
El Master's in Management comenzó en otoño de 2014, tiene una duración de 22 meses y los estudiantes reciben el título de Master of Science (MSc). El programa está dirigido a jóvenes titulados con habilidades cuantitativas avanzadas que quieran desarrollar su conocimiento de negocios y de gerencia en áreas relacionadas con la tecnología. El máster tiene una duración de dos años y se centra en temas de análisis, gerencia e innovación en un ambiente internacional. Además, durante la realización del máster los estudiantes deberán completar un periodo de prácticas en une empresa, cursos de idiomas y dos meses de trabajo en un Proyecto de Impacto Social. El máster también incluye servicios de orientación profesional. Los gastos de matrícula del programa, impartido en inglés, son de 25.000 euros. ESMT Berlin ofrece varias becas de excelencia.

### Requisitos de Admisión
Los requisitos de admisión para todos los programas incluyen estar en posesión de un título de licenciatura o grado. Además se requieren varios años de experiencia laboral para el MBA y experiencia en puestos gerenciales para el EMBA. La admisión en el Master's in Management no requiere de experiencia laboral. Para todos los programas y dependiendo de la titulación y la experiencia que el candidato posea, se deberán adjuntar a la solicitud los resultados de un examen de GMAT. El último paso en el proceso de admisión es una entrevista en línea o presencial dependiendo del caso.

## Programas de Educación Ejecutiva

### Executive Development Programs (EDP) (Programas de Desarrollo Ejecutivo)
La ESMT Berlin ofrece numerosos programas ejecutivos en inglés y en alemán. La oferta abarca desde programas cortos de entre 2 y 5 días de duración, hasta programas más largos que se dividen en varios módulos. Los programas cubren temas como estrategia, gestión de tecnología, finanzas, toma de decisiones, negociación, liderazgo y gestión del cambio.

### Customized Solutions (CS) (Soluciones a la medida)
La ESMT Berlin CS ofrece programas especialmente diseñados para las necesidades de las empresas. Los módulos del programa se preparan normalmente en conjunto con representantes de la empresa. Los directores de programa tienen profundos conocimientos en industrias como bienes de consumo y venta al por menor, servicios financieros, tecnologías de información y comunicaciones, industrias de base tecnológica y Telecomunicaciones, Transporte y Servicios Públicos.

### Postgraduate Diploma in Management (PGD) (Curso de Posgrado en Management)
El Postgraduate Diploma in Management es un nuevo certificado de nivel universitario que ofrece la ESMT Berlin a los participantes tanto de los Programas de Formación Ejecutiva (Executive Education Programs) como de las Customized Solutions. Para adquirir este diploma, los candidatos deben inscribirse por un mínimo de tres semanas de programa (18 días), repartidas en un período de 30 meses.

## Ubicación de Campus

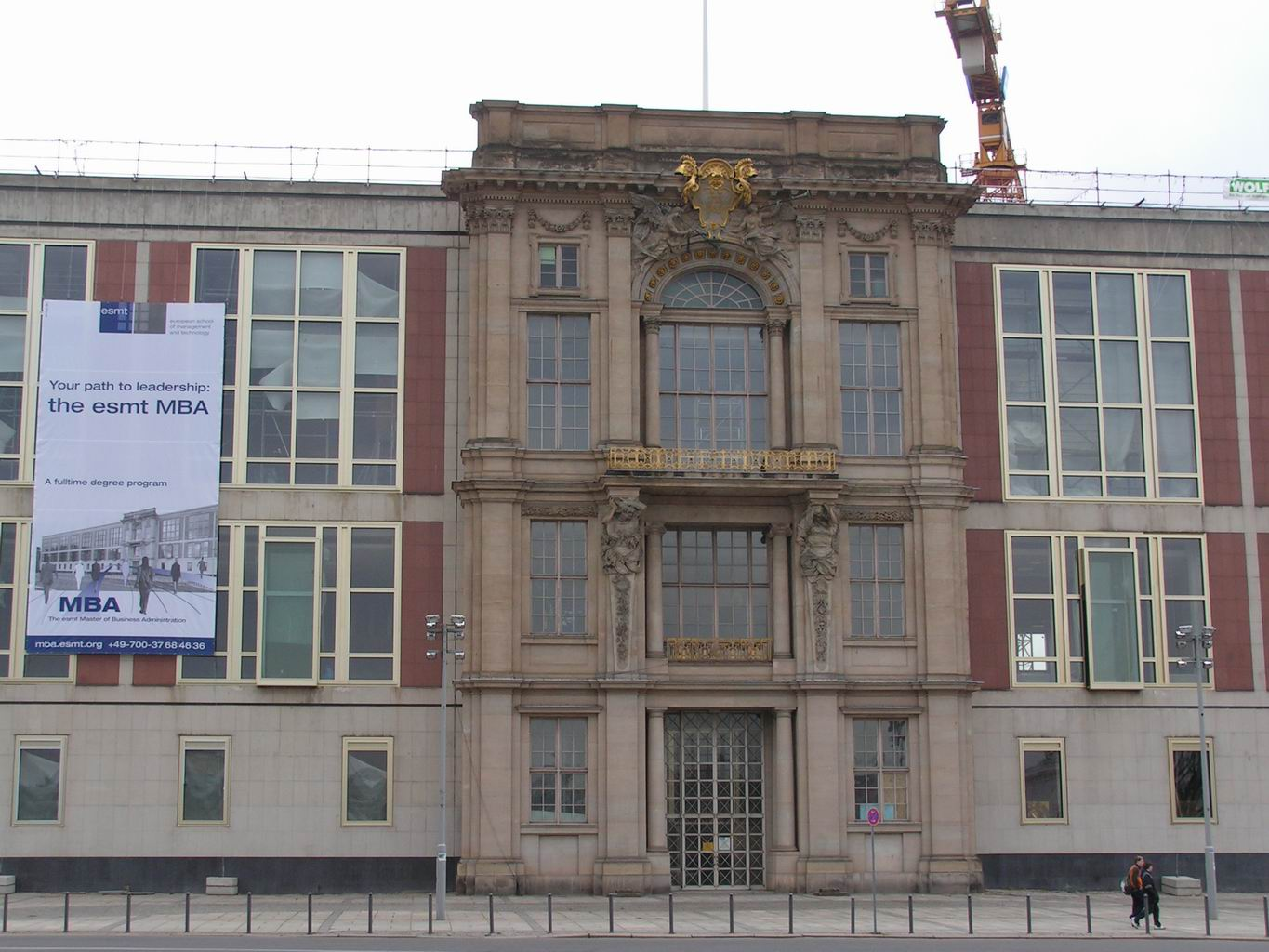
"Campus Berlin" (antiguo Staatsratsgebäude).

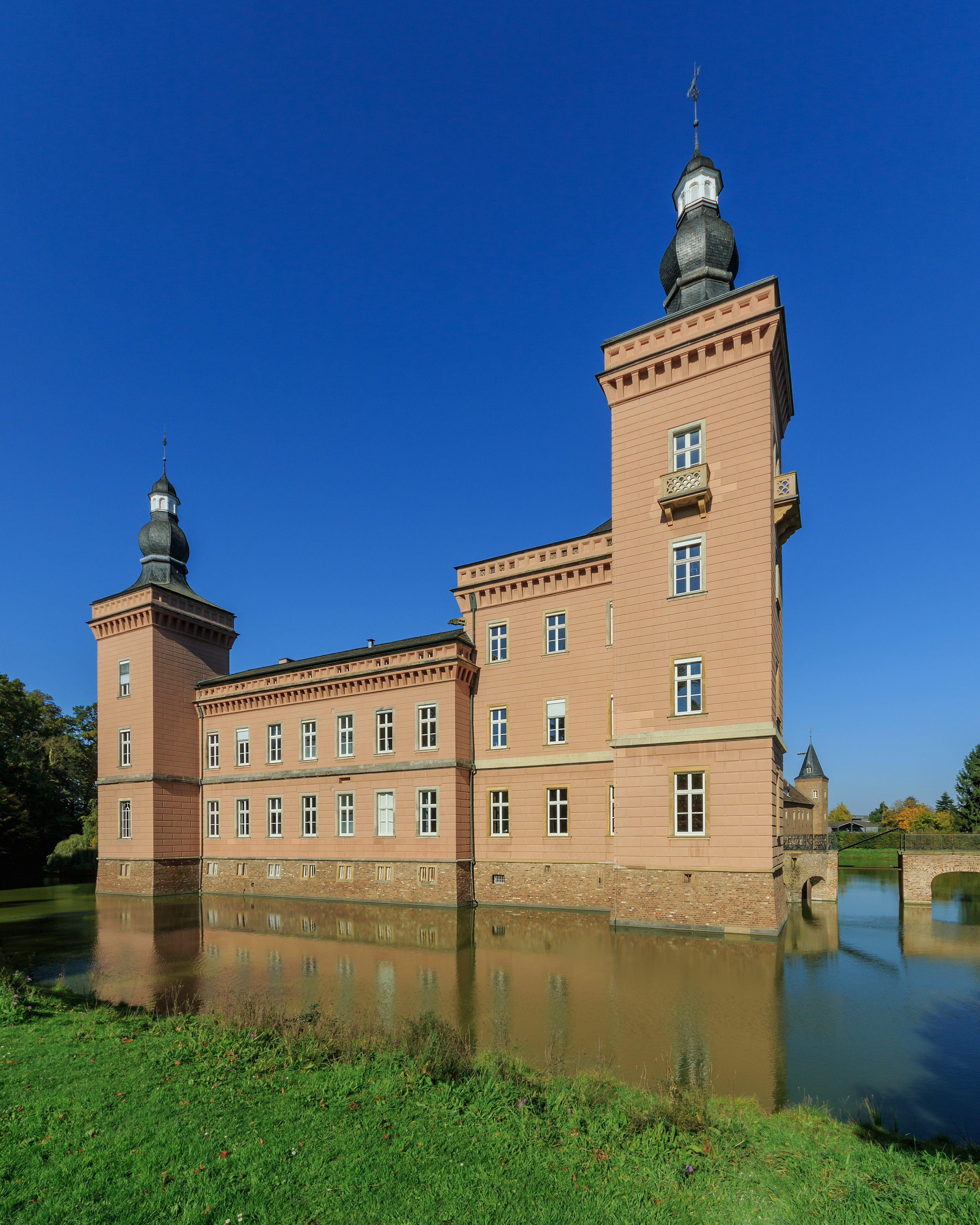
"Campus Colonia" (Schloss Gracht).

### Berlín
El campus central de ESMT Berlin se encuentra ubicado en el corazón de Berlín en Schlossplatz 1, en el que fuera el Staatsratsgebäude (edificio del Consejo de Estado) de la República Democrática Alemana. Construido en los 1960s con una arquitectura estilo socialista, esta edificación representaba la suprema institución del gobierno de la Alemania del Este.
La transformación del Staatsratsgebäude en una moderna institución de enseñanza empezó en el 2004 y fue completada a finales del 2005. En esta transformación se cuidó el mantener las obras de arte que forman parte de la arquitectura de esta edificación. ESMT Berlin ofrece tours guiados el último viernes de cada mes.

### Colonia
El campus Schloss Gracht de ESMT Berlin, ubicado a 20 kilómetros de la ciudad de Colonia, sirve como un marco tradicional para la educación ejecutiva de los seminarios USW (Universitätsseminar der Wirtschaft), dictados en idioma alemán.

## Estructura Organizacional
Consejo de Gestión
- Chairman: Dr. Dieter Zetsche, Chairman of the Board of Management, Daimler
- Vice Chairman: Jürgen Fitschen, Senior Advisor (Former CEO), Deutsche Bank AG

Additional members of Board of Trustees:
- Franz Fehrenbach, Chairman of the Supervisory Board, Robert Bosch GmbH
- Dr. Heinrich Hiesinger, Chairman of the Board of Management, thyssenkrupp AG
- Joe Kaeser, President and Chief Executive Officer, Siemens AG
- Peter Terium, Chief Executive Officer of the Executive Board, RWE AG

Directiva de ESMT Berlin
- President: Prof. Jörg Rocholl, PhD, President and Managing Director, ESMT Berlin
- Prof. Zoltán Antal-Mokos, PhD, Dean of Degree Programs, ESMT Berlin
- Nick Barniville, Associate Dean, Degree Programs, ESMT Berlin
- Christoph Burger, Senior Associate Dean of Executive Education, ESMT Berlin
- Georg Garlichs, Chief Financial Officer and Managing Director, ESMT Berlin
- Prof. Dr. Olaf Plötner, Dean of Executive Education, ESMT Berlin
- Prof. Catalina Stefanescu-Cuntze, PhD, Dean of Faculty, ESMT Berlin
- Valentina Werner, Associate Dean of Academic Affairs, ESMT Berlin

Consejo de supervisión de ESMT GmbH
- Chairman: Dr. Werner Zedelius, Member of the Board of Management, Allianz SE
- Milagros Caiña-Andree, Member of the Board of Management, BMW AG
- Lutz Diederichs, Member of Management Board, HypoVereinsbank – UniCredit Bank AG
- Dr. Andreas Dombret, Board Member, Deutsche Bundesbank
- Dr. Joachim Faber, Chairman of the Supervisory Board, Deutsche Börse AG
- Melanie Kreis, Board Member for Human Resources and Labor Director, Deutsche Post DHL Group
- Wilfried Porth, Member of the Board of Management, Daimler AG

## Empresas Fundadoras
Lista alfabética de las empresas fundadoras: 
- Airbus Group
- Allianz
- Axel Springer
- Bayer
- Bayerische Hypo- und Vereinsbank AG
- BMW
- Bundesverband der Deutschen Industrie e.V.
- Bundesvereinigung der Deutschen Arbeitgeberverbände e.V.
- DaimlerChrysler
- Deutsche Bank
- Lufthansa
- Deutsche Post
- Deutsche Telekom
- E.ON
- KPMG
- MAN SE
- McKinsey & Company, Inc.
- Münchener Rückversicherungs-Gesellschaft AG
- Bosch
- RWE
- SAP
- Siemens
- BCG Digital Ventures (BCG)
- ThyssenKrupp